# Křivé tlumočení
Křivé tlumočení je trestný čin podle § 347 českého trestního zákoníku. Spáchá jej tlumočník, který nesprávně, hrubě zkresleně nebo neúplně tlumočí nebo písemně překládá v řízení před orgánem veřejné moci.
Trestem je pak trest odnětí svobody až na dvě léta nebo zákaz činnosti. Jestliže by však orgánem veřejné moci byl soud nebo mezinárodní soudní orgán, orgán činný v trestním řízení anebo vyšetřovací komise Poslanecké sněmovny, zvyšuje se sazba trestu odnětí svobody na šest měsíců až tři léta. Ještě více, odnětím svobody na dvě léta až deset let bude křivě tlumočící potrestán tehdy, pokud tím spáchá značnou škodu (nejméně 500 000 Kč) nebo pokud to učiní s úmyslem jiného vážně poškodit v zaměstnání, narušit jeho rodinné vztahy nebo způsobit mu jinou vážnou újmu.